# Parti socialiste de Nouvelle-Calédonie
Pour les autres articles nationaux ou selon les autres juridictions, voir Parti socialiste.
Le Parti socialiste de Nouvelle-Calédonie (PSNC) est créé en 1981 sur la base de l'ancienne Fédération socialiste calédonienne (FSC). Il ne doit pas être confondu avec le Parti socialiste calédonien (PSC), devenu ensuite Parti socialiste de Kanaky (PSK), ni avec la section locale du Parti socialiste métropolitain.

## Création
Au lendemain de l'élection de François Mitterrand à la présidence de la République, plusieurs éléments de la famille socialiste néo-calédonienne (éclatés en plusieurs partis) souhaitent créer un mouvement relayant officiellement l'action de la nouvelle majorité nationale. Or, le PSC, parti créé en 1976 et engagé en faveur de l'indépendance depuis 1979 (membre du Front indépendantiste puis du FLNKS), est nettement plus à gauche que son homonyme métropolitain. Son secrétaire général, Jacques Violette, a ainsi été proche avant son arrivée en Nouvelle-Calédonie en 1969 de la Ligue communiste d'Alain Krivine. Surtout, il est clairement indépendantiste. Ceux favorables à un alignement sur la ligne mittérandienne quittent donc le PSC et se rapprochent de la Fédération socialiste calédonienne (FSC, elle-même créée en 1979 par des dissidents du PSC refusant l'indépendance) pour créer leur propre formation. Mais cette dernière se divise dès son congrès fondateur avec d'une part la section locale du PS, menée par ceux venant de partir du PSC Max Chivot et Jean-Paul Caillard et qui reste ouvertement favorable à l'accès à la pleine souveraineté, et d'un autre côté le Parti socialiste de Nouvelle-Calédonie de Gustave Lethezer et Claude Fournier, anciens de la FSC et qui restent sceptiques vis-à-vis de l'indépendance.

## Implantation à Voh
Gustave Lethezer, dit « Freddy », est maire de la commune de Voh de 1983 à 1989, soit pendant toute la période dite des « Évènements ». 

## Unir pour Construire
Aux élections régionales du 24 avril 1988 (boycottées par tous les partis indépendantistes et socialistes à l'exception du PSNC) et provinciales du 11 juin 1989, le PSNC s'allie avec quelques dissidents temporaires du mouvement Libération kanak socialiste (LKS, indépendantiste modéré, dont la direction a appelé au boycott) au sein de listes baptisées « Unir pour Construire ». Elles sont présentes en 1988 dans les Régions Ouest (menée par Gustave Lethezer, aucun siège) et Est (menée par le maire LKS de Poindimié Francis Poadouy, 2 élus). En 1989, une seule liste « Unir pour Construire » est présente, en Province Nord : elle a cette fois officiellement le soutien du LKS et Gustave Lethezer la dirige. Elle réunit 4,51 % des suffrages provinciaux, soit le troisième meilleur score après les deux grands blocs politiques locaux que sont le Rassemblement pour la Calédonie dans la République (RPCR, anti-indépendantiste) et le Front de libération nationale kanak et socialiste (FLNKS, indépendantiste), et pratiquement le seuil requis pour obtenir un siège. 
Par la suite, le PSNC disparaît du paysage politique néo-calédonien. Gustave Lethezer va devenir à nouveau maire de Voh de 1995 à 1997, et se retrouver en 1999 en deuxième place de la liste divers droite autonomiste et non-indépendantiste « Développer ensemble pour construire l'avenir » (DECA) du maire (ex-RPCR) de Koumac Robert Frouin. Cette dernière n'obtient aucun élu, et DECA rejoint le parti Alliance qui se veut la principale force d'opposition au RPCR de Jacques Lafleur au sein du camp anti-indépendantiste.        